# Кларк, Мэри
Мэри Кларк (англ. Mary Cowden Clarke, урождённая Новелло; 22 июня 1809 — 12 января 1898) — английская писательница, супруга Чарльза Кодэна Кларка, одного из крупных шекспироведов и филологов Великобритании.
В 1845 году опубликовала «Полный конкорданс к Шекспиру» (англ. Complete Concordance to Shakespeare). Кроме того, она написала, одна и в сотрудничестве с мужем, множество рассказов, стихотворений и критических статей, главным образом по истории театра и по шекспирологии: «The Girlhood of Shakespeare’s heroines», «Shakespeare’s Self, as revealed in his writings», «Shakesperiana» и др.
В 1853—1856 гг. редактировала ежемесячный журнал The Musical Times, основанный её братом Альфредом Новелло.